# Mark Knowles

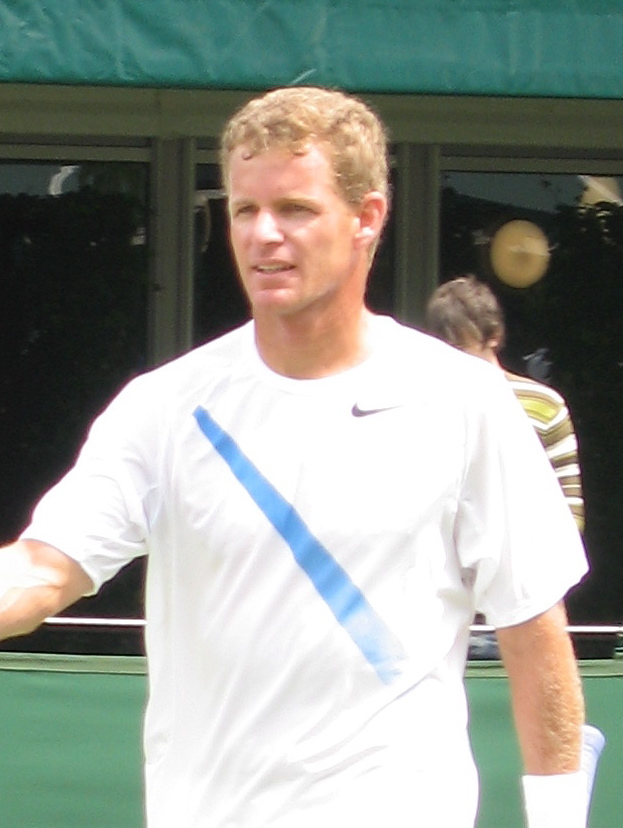
Mark Knowles al Torneig de Wimbledon l'any 2007.

Mark Knowles (Nassau, Bahames, 4 de setembre de 1971) és un jugador professional de tennis. Ha destacat especialment en la modalitat de dobles, especialitat en la qual arribà a ocupar el primer lloc del rànquing mundial. Amb el seu company Daniel Nestor han assolit les finals dels 4 Grand Slam, de la Tennis Masters Cup de dobles i de 8 dels 9 Masters Series.

## Títols de Grand Slam

### Campió en dobles (3)
| Any  | Torneig           | Parella       | Oponents a la final              | Resultat    |
| 2002 | Obert d'Austràlia | Daniel Nestor | Michael Llodra / Fabrice Santoro | 7-6(4) 6-3  |
| 2004 | US Open           | Daniel Nestor | Leander Paes / David Rikl        | 6-3 6-3     |
| 2007 | Roland Garros     | Daniel Nestor | Lukas Dlouhy / Pavel Vizner      | 2-6 6-3 6-4 |

### Finalista en dobles (6)
| Any  | Torneig           | Parella       | Oponents a la final                 | Resultat        |
| 1995 | Obert d'Austràlia | Daniel Nestor | Jared Palmer / Richey Reneberg      | 3-6 6-3 3-6 2-6 |
| 1998 | Roland Garros     | Daniel Nestor | Jacco Eltingh / Paul Haarhuis       | 3-6 6-3 3-6     |
| 1998 | US Open           | Daniel Nestor | Cyril Suk / Sandon Stolle           | 6-4 6-7 2-6     |
| 2002 | Roland Garros     | Daniel Nestor | Paul Haarhuis / Ievgueni Kàfelnikov | 5-7 4-6         |
| 2002 | Wimbledon         | Daniel Nestor | Jonas Bjorkman / Todd Woodbridge    | 1-6 2-6 7-6 5-7 |
| 2003 | Obert d'Austràlia | Daniel Nestor | Michael Llodra / Fabrice Santoro    | 4-6 6-3 3-6     |

## Títols (57; 3+54)

### Individuals (3)
| Llegenda               |
| Grand Slam (0)         |
| Tennis Masters Cup (0) |
| ATP Masters Series (0) |
| ATP Tour (0)           |
| Challengers (3)        |

### Dobles (54)
| Llegenda                |
| Grand Slam (3)          |
| Tennis Masters Cup (0)  |
| ATP Masters Series (16) |
| ATP Tour (26)           |
| Challengers (8)         |